# Tlamacuimpa
Tlamacuimpa är en ort i Mexiko.   Den ligger i kommunen Ilamatlán och delstaten Veracruz, i den sydöstra delen av landet, 170 km nordost om huvudstaden Mexico City. Tlamacuimpa ligger 701 meter över havet och antalet invånare är 286.
Terrängen runt Tlamacuimpa är kuperad. Runt Tlamacuimpa är det ganska tätbefolkat, med 58 invånare per kvadratkilometer. Närmaste större samhälle är Xochiatipan de Castillo, 10,6 km öster om Tlamacuimpa. I omgivningarna runt Tlamacuimpa växer i huvudsak städsegrön lövskog.